# Open rendiermos
Open rendiermos (Cladonia portentosa) is een korstmossoort uit de familie Cladoniaceae.

## Determinatie
Open rendiermos is een struikvormig korstmos dat pollen of zelfs kussens vormt die een hoogte bereiken van ± 6 cm. Het heeft dunne groengrijze podetiën die aan de einden meest symmetrisch in vieren vertakken, waarbij in de vertakking een gat zichtbaar is. De uiterste topjes van de takken zijn bruinig en weinig opvallend. De holle podetiën groeien rechtop en zijn witgroen of grijsachtig van kleur in de schaduw of gelig op zonnige locaties. Aan de bovenkant zijn ze vaak gebruind. Het oppervlak ziet er viltig uit. Blaadjes zijn afwezig. Apotheciën worden zelden ontwikkeld.
Het heeft de volgende kenmerkende kleurreacties: C–, K–, KC±  (geel), Pd– or Pd+ (rood), UV+ (licht blauw-wit).

### Gelijkende taxa
Open rendiermos kan worden verward met:
- vals rendiermos (Cladonia rangiformis), maar deze heeft meestal enkele witte blaadjes langs de takken heeft en grijs-wit gemarmerd is met bovenaan een paarsige tint.
- sierlijk rendiermos (Cladonia ciliata), deze groeit ook in het duingebied maar deze heeft een gelige tint, is slanker en heeft lange, geelbruine toppen.

## Ecologie
Open rendiermos groeit terrestrisch en op hout. Het is het meest algemene rendiermos in de binnenduinen, heide en stuifzanden. Het groeit vaak samen met schapengras, zandstruisgras en struikhei.

## Verspreiding
In Nederland komt open rendiermos vrij algemeen voor. Het is niet bedreigd en staat niet op de Nederlandse Rode Lijst.